# Twardziczka

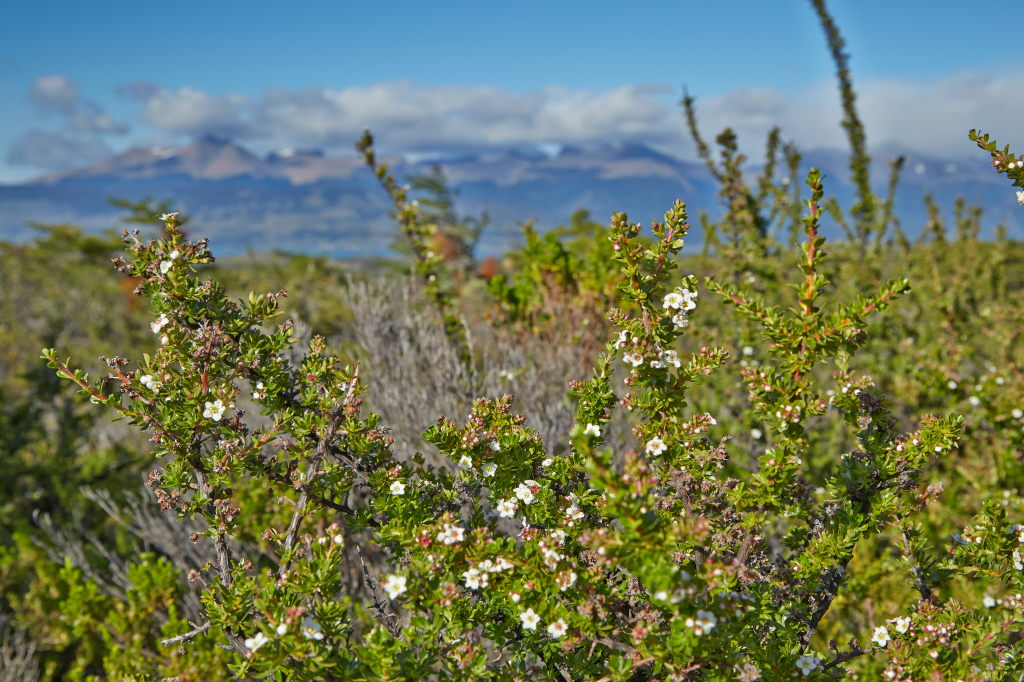
Escallonia virgata

Twardziczka, eskalonia, szkarłatnik, żywistka (Escallonia) – rodzaj roślin z rodziny twardziczkowatych Escalloniaceae. Obejmuje 41 gatunków. Rośliny te występują w Ameryce Południowej i Środkowej – na obszarach górskich od Kostaryki po Ziemię Ognistą, poza tym w północnej Argentynie, Urugwaju, Paragwaju i południowej Brazylii. Najbardziej zróżnicowane są w Chile, gdzie występuje ok. 25 gatunków. Zasiedlają różne siedliska, rosnąc w zaroślach, na urwiskach skalnych i łagodnych stokach oraz nad strumieniami.
Różne gatunki i ich mieszańce uprawiane są jako rośliny ozdobne. Ze względu na odporność na wiatr są często sadzone m.in. na wybrzeżach Europy Zachodniej. Na wielu obszarach dziczeją i jako gatunki introdukowane występują także poza uprawami na Wyspach Brytyjskich, we Francji, Hiszpanii, Nowej Zelandii i na Hawajach.
Nazwa naukowa rodzaju upamiętnia hiszpańskiego lekarza i podróżnika po Ameryce Południowej z XVIII wieku – Antonia Escallón y Flórez.

## Morfologia

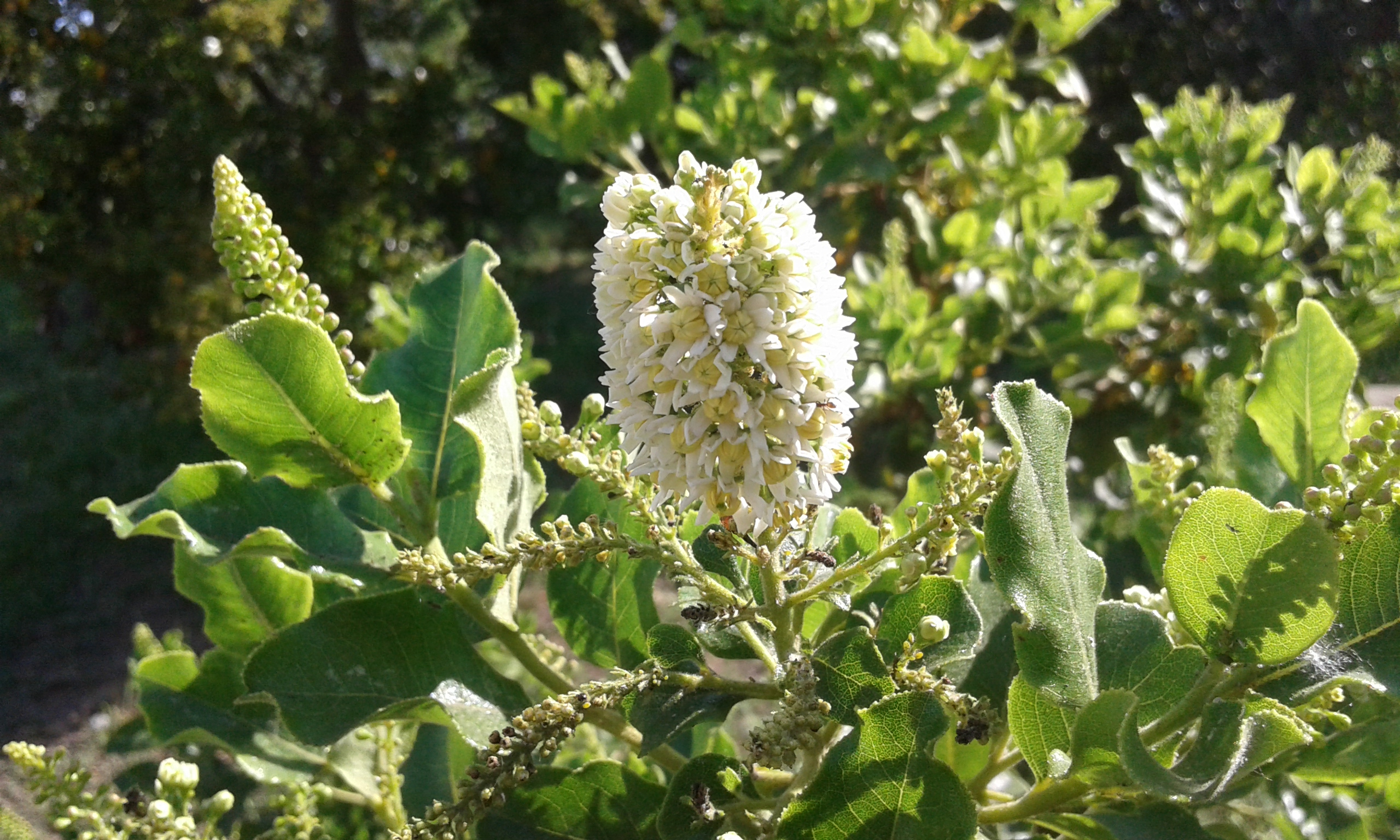
Escallonia pulverulenta

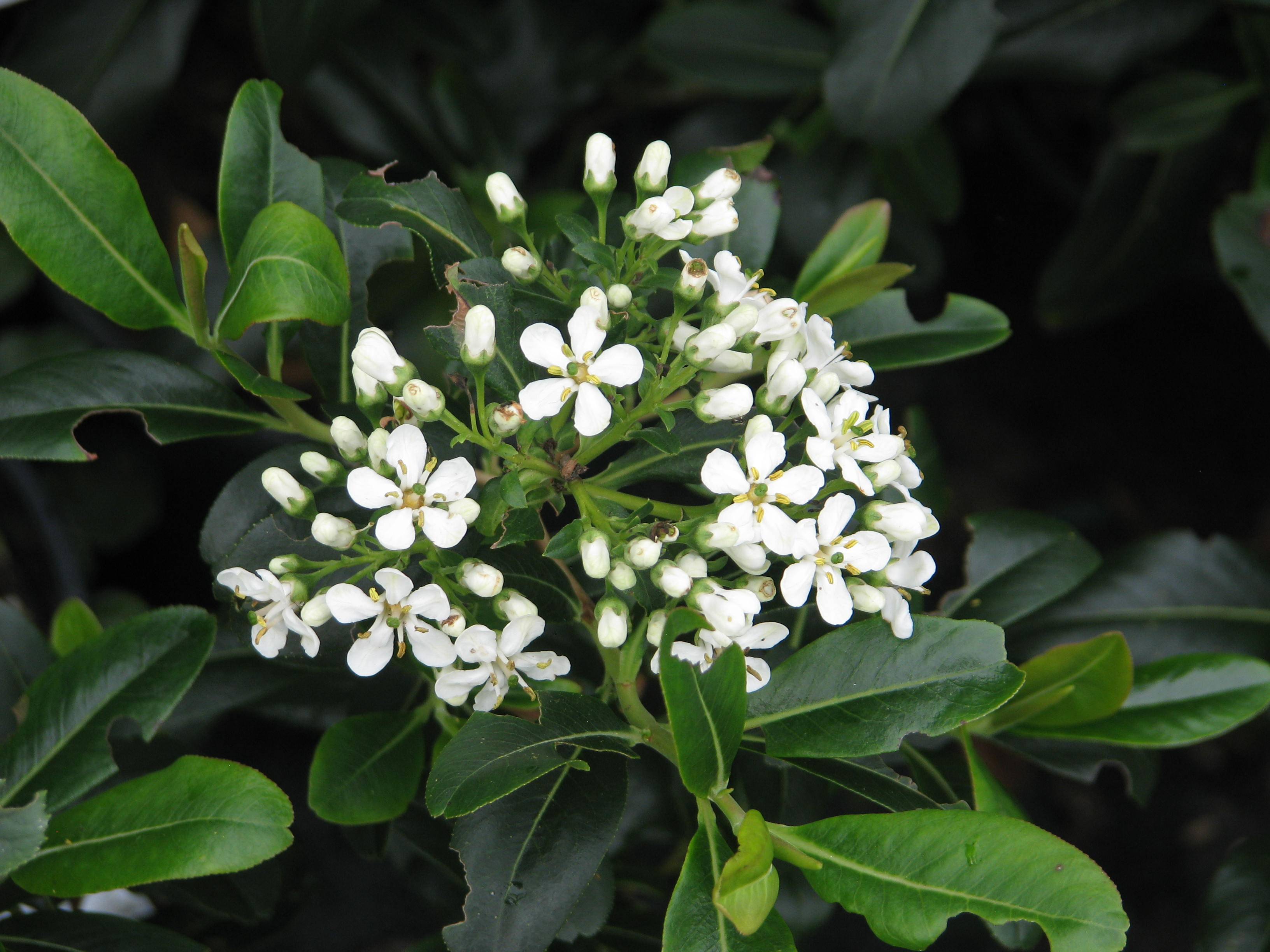
Escallonia bifida

PokrójDrzewa do 12 m wysokości i krzewy. Pędy są nagie, pokryte włoskami i gruczołami, czasami żywicznymi.
LiścieSkrętoległe, rzadko okółkowe, zimozielone lub rzadko też sezonowe. Bez ogonka i przylistków. Blaszki liściowe nagie lub ogruczolone, często błyszczące z wierzchu i na brzegu kolczaste, kształtu jajowatego lub eliptycznego lub podłużne.
KwiatyObupłciowe, zebrane w szczytowe grona, wiechy lub rozwijające się pojedynczo. Działek tworzących dzwonkowaty kielich jest 5. Płatki korony, także w liczbie 5 są wolne lub zrośnięte, zielonkawe, białe, różowe lub czerwone. Pręcików jest 5. Zalążnia jest górna, dolna lub wpół dolna, z przylegającym hypancjum. Zbudowana jest z 2–3 owocolistków tworzących osobne komory. Szyjka słupka jest jedna, zwieńczona główkowatym lub rozwidlonym znamieniem.
OwoceTorebki z przegrodami zawierające liczne nasiona.

## Systematyka
Pozycja systematyczna
Rodzaj roślin z rodziny twardziczkowatych Escalloniaceae z podrodziny Escallonioideae. W dawniejszych systemach klasyfikacyjnych (np. w Cronquista z 1981) zwykle włączany do szeroko ujmowanych agrestowatych Grossulariaceae.
Wykaz gatunków
- Escallonia alpina Poepp. ex DC.
- Escallonia angustifolia C.Presl
- Escallonia bifida Link & Otto
- Escallonia × bracteata Phil.
- Escallonia callcottiae Hook. & Arn.
- Escallonia carmelitana Meyen
- Escallonia chlorophylla Cham. & Schltdl.
- Escallonia cordobensis (Kuntze) Hosseus
- Escallonia × demissa Eastw.
- Escallonia discolor Vent.
- Escallonia farinacea A.St.-Hil.
- Escallonia florida Poepp. ex DC.
- Escallonia gayana Acevedo & Kausel
- Escallonia harrisii F.Zapata & Villarroel
- Escallonia herrerae Mattf.
- Escallonia hispida (Vell.) Sleumer
- Escallonia hypoglauca Herzog
- Escallonia illinita C.Presl
- Escallonia laevis (Vell.) Sleumer
- Escallonia ledifolia Sleumer
- Escallonia × lepidota Killip
- Escallonia leucantha Remy
- Escallonia megapotamica Spreng.
- Escallonia micrantha Mattf.
- Escallonia millegrana Griseb.
- Escallonia × mollis Phil.
- Escallonia myrtilloides L.f.
- Escallonia myrtoides Bertero ex DC.
- Escallonia obtusissima A.St.-Hil.
- Escallonia paniculata (Ruiz & Pav.) Schult.
- Escallonia pendula (Ruiz & Pav.) Pers.
- Escallonia petrophila Rambo & Sleumer
- Escallonia piurensis Mattf.
- Escallonia polifolia Hook.
- Escallonia × promaucana Phil.
- Escallonia pulverulenta (Ruiz & Pav.) Pers.
- Escallonia × rebecae Kausel
- Escallonia resinosa (Ruiz & Pav.) Pers.
- Escallonia reticulata Sleumer
- Escallonia revoluta (Ruiz & Pav.) Pers.
- Escallonia × rigida Phil.
- Escallonia rosea Griseb.
- Escallonia rubra (Ruiz & Pav.) Pers.
- Escallonia salicifolia Mattf.
- Escallonia schreiteri Sleumer
- Escallonia serrata Sm.
- Escallonia × skottsbergii Acevedo & Kausel
- Escallonia tucumanensis Hosseus
- Escallonia virgata (Ruiz & Pav.) Pers.